# Saint-Jeoire-Prieuré
Saint-Jeoire-Prieuré è un comune francese di 1 039 abitanti situato nel dipartimento della Savoia della regione dell'Alvernia-Rodano-Alpi.

## Società

### Evoluzione demografica
Abitanti censiti